# Dziekanowice (Kraków)
Dziekanowice – obszar Krakowa wchodzący w skład Dzielnicy XV Mistrzejowice. Stanowią przyłączony do miasta w 1986 r. fragment wsi Dziekanowice.